# يو إف سي ليلة القتال: هندرسون ضد دوس أنجوس
يو إف سي ليلة القتال: هندرسون ضد دوس أنجوس (بالإنجليزية: UFC Fight Night: Henderson vs. dos Anjos)‏ هو حدث لفنون القتال المختلطة نظمته يو إف سي، أُقيم في 23 أغسطس 2014، على بي أو كيه سنتر في تلسا، أوكلاهوما، الولايات المتحدة.